# Lechabschnitt Hirschauer Steilhalde – Litzauer Schleife

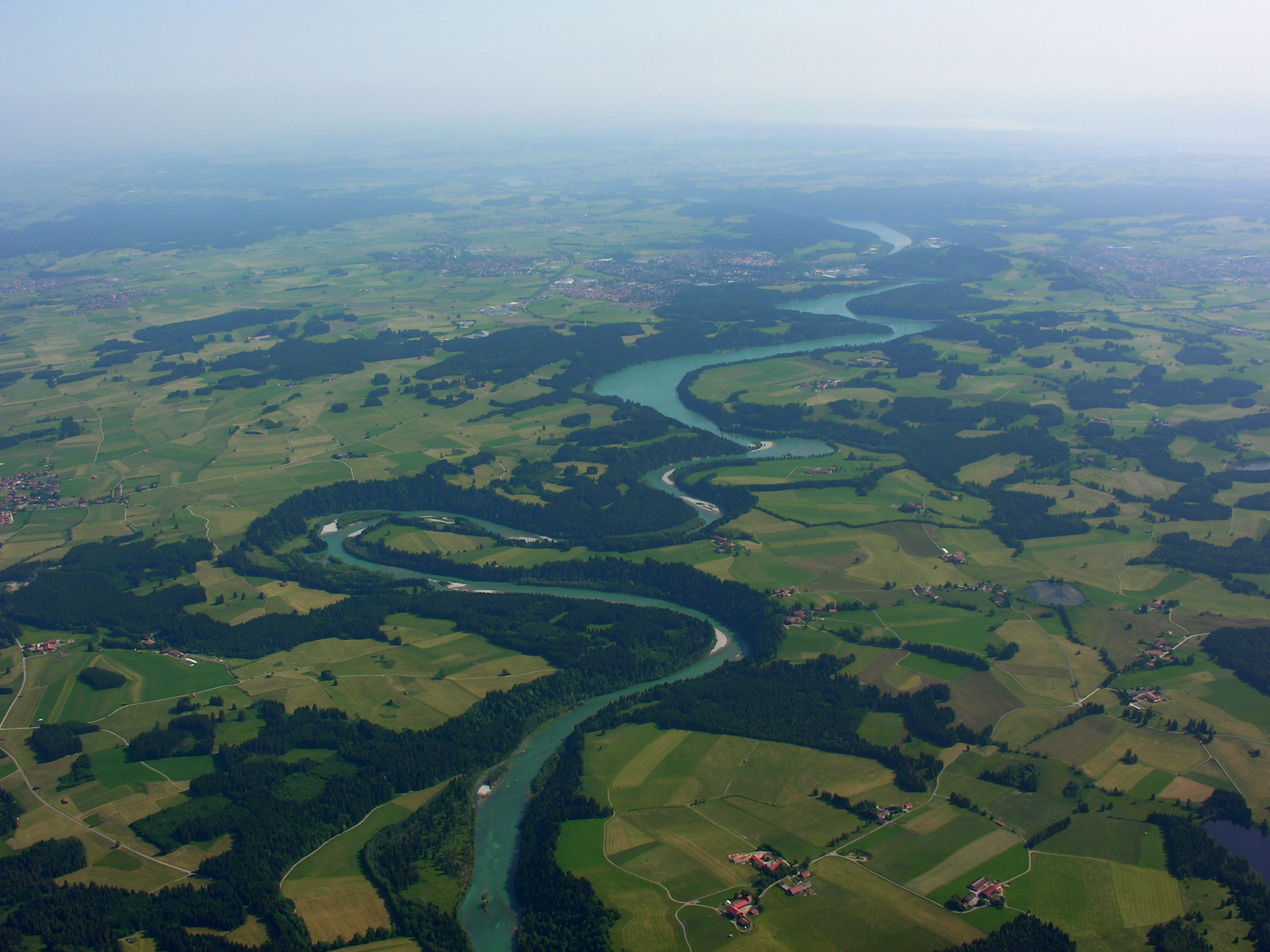
Naturschutzgebiet Lechabschnitt Hirschauer Steilhalde – Litzauer Schleife (Juni 2006)

Das Naturschutzgebiet Lechabschnitt Hirschauer Steilhalde – Litzauer Schleife liegt im Landkreis Weilheim-Schongau in Oberbayern auf dem Gebiet der Gemeinde Burggen. Das 188,5 ha große Gebiet mit der Nr. NSG-00284.01, das im Jahr 1986 unter Naturschutz gestellt wurde, erstreckt sich südöstlich des Kernortes Burggen entlang des Lechs. Östlich des Gebietes verläuft die B 17.